# Gustaf Carlson (fotbollsspelare)
Gustaf Johannes Carlson, född 22 juli 1894 i Stockholm, död där 12 augusti 1942, var en svensk fotbollsspelare som vid olympiska sommarspelen 1924 i Paris tillsammans med landslaget vann en bronsmedalj. Carlson spelade i alla matcher utom den sista, omspelsmatchen om tredjepriset mot Nederländerna, när Sverige fick sin första internationella framgång.
Carlson spelade på klubbnivå för Mariebergs IK (1910–1926) och medverkade i 14 landskamper 1915–1924.  
Efter den aktiva karriären var han verksam som ledare, bland annat som ledamot i Svenska Fotbollförbundets uttagningskommitté från 1934, och som ordförande från 1938, fram till sin hastiga död.
Carlson var även lagledare för det svenska landslaget vid världsmästerskapet 1938. År 2008 valdes han in i Svensk fotbolls Hall of Fame, som dess medlem nummer 28.

## Meriter

### I landslag
Sverige
- OS 1924: Brons (Spelade i alla matcher utom omspelsmatchen om bronset)
- 14 landskamper, 0 mål

### Individuellt
- Mottagare av Stora grabbars märke, 1926

### Webbkällor
- Nordisk Familjeboks Sportlexikon. Stockholm: Nordisk Familjeboks Förlags AB. 1938-1949
- Profil på Sport-Reference.com
- www.idrottsforum.org
- Carlson, Gustaf - svenskfotboll.se